# Pátria (canhoneira)
Pátria foi uma canhoneira aumentada ao efectivo em 1903 em Lisboa. Foi construída no Arsenal da Ribeira com os fundos da Grande Assinatura Nacional logo após o Ultimato Britânico de 1890. Em 1905 partiu para a Divisão Naval de Angola e no mesmo ano fez uma viagem ao Brasil. Em 1908, partiu para a Estação Naval de Macau, onde prestou um longo serviço. Ele participou da supressão da revolta de Timor em 1912. Em 1930 foi ordenado desarmar e passar ao estado de completo desarmamento no ano seguinte, em Macau. Naquele ano, foi vendida em hasta pública, passando a servir na Marinha Chinesa com o nome de Fu-Yu.

## Ligações externa
- «Catálogo Dos Navios Brigantinos (1640-1910).» (PDF)